# Ultimatum
Treść tego artykułu może nie być zgodna z zasadami neutralnego punktu widzenia.
Dokładniejsze informacje o tym, co należy poprawić, być może znajdują się w dyskusji tego artykułu.
 Po wyeliminowaniu niedoskonałości należy usunąć szablon {{Dopracować}} z tego artykułu.
Ultimatum (śrdw. łac. ultimatum r.nij. od ultimatus 'ostateczny' z późn. łac. ultimare 'kończyć się; być ostatnim' od łac. ultimus 'najdalszy; ostatni; ostateczny') – w prawie międzynarodowym żądanie jednego państwa wobec drugiego spełnienia określonych warunków w określonym czasie pod groźbą wojny.
Ultimatum stawia się zwykle w sytuacji, gdy zawodzą zwykłe metody nacisku dyplomatycznego. Strona, wobec której wysunięto ultimatum, często ustępuje pod jego naciskiem, są jednak wyjątki.
Przykładem ultimatum, którego niespełnienie doprowadziło do wybuchu wojny były żądania wysunięte 23 lipca 1914 roku przez Austro-Węgry wobec Serbii po zabójstwie arcyksięcia Franciszka Ferdynanda Habsburga. Mając za sobą poparcie Rosji Serbia spełniła jedynie część żądań austriackich co stało się pretekstem do wypowiedzenia jej wojny, która przerodziła się w I wojnę światową.
Niespełnienie przez Irak ultimatum Rady Bezpieczeństwa Organizacji Narodów Zjednoczonych z 29 listopada 1990 roku w sprawie wycofania wojsk z Kuwejtu stało się oficjalną przyczyną I wojny nad Zatoką Perską.
Przykład pozytywnego działania ultimatum to wysunięte 17 marca 1938 roku przez Polskę wobec Litwy żądanie nawiązania normalnych stosunków dyplomatycznych – ultimatum przyjęto 19 marca (zobacz: Polskie ultimatum wobec Litwy).
W czasie wojny secesyjnej Stany Zjednoczone ustąpiły wobec brytyjskiego ultimatum, jakie nastąpiło po incydencie Trent.
Potocznie ultimatum oznacza wysunięcie żądań, których niespełnienie pociągnie za sobą dramatyczne następstwa.